# 1621년
1621년은 금요일로 시작하는 평년이다.

## 연호
- 명(明) 천계(天啓) 원년
- 후금(後金) 천명(天命) 6년
- 일본(日本) 겐나(元和) 7년
- 후 레 왕조(後黎朝) 빈또(永祚) 3년
- 막 왕조(莫朝) 끼엔통(乾統) 29년 / 롱타이(隆泰) 4년

## 기년
- 류큐(琉球) 쇼호왕(尚豊王) 원년
- 명(明) 희종 천계제(熹宗 天啓帝) 원년
- 후금(後金) 태조 천명가한(太祖 天命可汗) 6년
- 조선(朝鮮) 광해군(光海君) 13년
- 후 레 왕조(後黎朝) 신종(神宗) 3년

## 사건
- 2월 9일 - 교황 그레고리오 15세, 234대 로마 교황 취임.

## 문화
- 빌러브로어트 스넬 반 로옌(스넬리우스)에 의해 스넬의 법칙으로 잘 알려진 굴절의 법칙 발견.

## 탄생
- 7월 8일 - 프랑스의 시인, 동화 작가 장 드 라 퐁텐. (~1695년)
- 11월 8일 - 프랑스의 대귀족 루이 2세 드 부르봉콩데. (~1686년)

### 미상
- 조선의 문신 허정. (~?)

## 사망
- 1월 28일 - 제233대 로마의 교황 교황 바오로 5세. (1552년~)
- 4월 1일 - 이탈리아의 화가 크리스토파노 알로리. (1577년~)